# Вагнер, Фабиан
Фабиан Вагнер (нем. Fabian Wagner; род. 25 апреля 1978) — немецкий кинооператор. На телевидении его работы в сериалах «Шерлок» и «Игра престолов» заработали ему две номинации на творческие премии «Эмми».

## Жизнь и карьера
Фабиан Вагнер родился в Мюнхене, Германии. Он учился в Северной киношколе в Лидсе, заработав степень магистра. Начиная в 2004 году, Вагнер стал работать кинооператором, сначала снимая для видеоклипов и короткометражных фильмов. В 2008 году, он начал регулярно работать на телевизионных шоу для BBC и ITV, и с тех пор, работал почти исключительно на британских кинокомпаниях. Его первой работой в качестве кинооператора на телевидении была в драматическом сериале BBC Three 2008 года «Призраки: Код 9», для которого он снял все 6 эпизодов. До 2015 года, Вагнер не снял ни одного полнометражного фильма, и его первым фильмом стал «Легенда о Барни Томсоне» (2015) режиссёра Роберта Карлайла. Его работа над эпизодом «Шерлока» "Скандал в Белгравии" и эпизодом «Игры престолов» "Суровый Дом" заработала ему две номинации на премии «Эмми» в 2012 году и 2015 году, соответственно.
Его нынешнее место жительство находится в Мюнхене и Лидсе. Он является членом Британского общества кинооператоров.

## Фильмография

### Фильмы
| Год  | Название                | Режиссёр       |
| ---- | ----------------------- | -------------- |
| 2015 | Легенда о Барни Томсоне | Роберт Карлайл |
| 2015 | Виктор Франкенштейн     | Пол Макгиган   |
| 2017 | Лига справедливости     | Зак Снайдер    |
| 2018 | Оверлорд                | Джулиус Эйвери |

### Телевидение
| Год  | Шоу                  | Сезон     | Эпизоды                |
| ---- | -------------------- | --------- | ---------------------- |
| 2008 | Призраки: Код 9      | 1         | 1, 2, 3, 4, 5, 6       |
| 2009 | Прах к праху         | 2         | 3, 4                   |
| 2009 | Улица                | 3         | 4, 5                   |
| 2009 | Каратель             | 2         | 3, 4                   |
| 2009 | Виртуозы             | 5         | 1, 2                   |
| 2010 | Виртуозы             | 6         | 5, 6                   |
| 2010 | Выжившие             | 2         | 3, 4                   |
| 2010 | Пульс                | телефильм | телефильм              |
| 2010 | Призраки             | 9         | 2, 3                   |
| 2010 | Обвиняемые           | 1         | 1, 2, 5, 6             |
| 2011 | Виртуозы             | 7         | 5, 6                   |
| 2011 | Скотт и Бейли        | 1         | 1, 2, 3, 4             |
| 2011 | Свадьба Франкештейна | мюзикл    | мюзикл                 |
| 2011 | Последствия          | 1         | 3, 4                   |
| 2012 | Миссис Биггс         | 1         | 1, 2, 3, 4, 5          |
| 2012 | Обвиняемые           | 2         | 1, 4                   |
| 2012 | Шерлок               | 2         | 1, 2, 3                |
| 2012 | Синдбад              | 1         | 8, 9, 10               |
| 2013 | Счастливая семёрка   | 1         | 1, 2, 3, 4, 5, 6, 7, 8 |
| 2013 | Белая королева       | 1         | 7, 8, 9, 10            |
| 2013 | Демоны Да Винчи      | 1         | 3, 4, 5, 6             |
| 2014 | Демоны Да Винчи      | 2         | 1                      |
| 2014 | Игра престолов       | 4         | 6, 7                   |
| 2015 | Игра престолов       | 5         | 7, 8                   |
| 2016 | Игра престолов       | 6         | 9, 10                  |
| 2016 | Семья                | 1         | 1                      |

## Награды
| Год  | Награда                                      | Категория                                            | Шоу              | Эпизод                | Результат |
| ---- | -------------------------------------------- | ---------------------------------------------------- | ---------------- | --------------------- | --------- |
| 2012 | Творческая премия «Эмми»                     | Лучшая операторская работа в мини-сериале или фильме | «Шерлок»         | "Скандал в Белгравии" | Номинация |
| 2014 | AACTA                                        | Лучшая операторская работа на телевидении            | «Миссис Биггс»   | "Эпизод 3"            | Номинация |
| 2014 | Премия Американского общества кинооператоров | Лучшая операторская работа в телеэпизоде             | «Игра престолов» | "Пересмешник"         | Номинация |
| 2015 | Творческая премия «Эмми»                     | Лучшая операторская работа в сериале                 | «Игра престолов» | "Суровый Дом"         | Номинация |